# Ha Yoon-kyung
Ha Yoon-kyung (하윤경?, Ha YungyeongLR, Ha Yun'gyŏngMR; Seul, 20 ottobre 1992) è un'attrice sudcoreana.
Ha mosso i primi passi nella recitazione come attrice di teatro nello spettacolo del 2015 Ballade pour Roxanne, e ha preso parte a diversi film indipendenti prima di passare alla televisione.

## Filmografia

### Cinema
- Socialphobia (소셜포비아?), regia di Hong Seok-jae (2015)
- Ulbo (울보?), regia di Lee Jin-woo (2016)
- Ju Gwan-sik munje (주관식 문제?), regia di Kim Da-young (2017) – cortometraggio
- Taklamakan (타클라마칸?), regia di Go Eun-gi (2018)
- Bak Hwa-yeong (박화영?), regia di Lee Hwan (2017)
- Anbu (안부?), regia di Jin Sung-mun (2019) – cortometraggio
- Sanyang-i sigan (사냥의 시간?), regia di Yoon Sung-hyun (2020)
- Gobaek (고백?), regia di Seo Un-young (2021)
- Gyeong-a-ui ttal (경아의 딸?), regia di Kim Jung-eun (2022)
- Ttar-e daeha-yeo (딸에 대하여?), regia di Lee Mi-rang (2024)
- Paran (파란?), regia di Kang Dong-in (2025)

### Televisione
- Nae-il geudae-wa (내일 그대와?) – serie TV (2017)
- Choego-ui ihon (최고의 이혼?) – serie TV (2018)
- Churi-ui yeo-wang 2 (추리의 여왕 2?) – serie TV (2018)
- Hospital Playlist (슬기로운 의사생활?) – serie TV (2020-2021)
- Seonbae geu lipstick bareuji ma-yo (선배 그 립스틱 바르지 마요?) – serie TV (2021)
- Ttakbam han daega ibyeor-e michineun yeonghyang (딱밤 한 대가 이별에 미치는 영향?) – film TV (2021)
- Avvocata Woo (이상한 변호사 우영우?) – serie TV (2022)
- Nangman doctor Kim Sa-bu (낭만닥터 김사부?) – serie TV (2023)
- See You in My 19th Life (이번 생도 잘 부탁해?) – serie TV (2023)
- Jaebeol X hyeongsa (재벌X형사?) – serie TV, episodi 6-8 (2024)
- Se un albero cade in una foresta (아무도 없는 숲속에서?) – serie TV (2024)
- Gangnam B-Side (강남 비-사이드?) – serie TV (2024)
- Resident Playbook (언젠가는 슬기로울 전공의생활?) – serie TV, episodio 3 (2025)

## Riconoscimenti
- Baeksang Arts Award[3]
  - 2023 – Candidatura Miglior nuova attrice televisiva per Avvocata Woo
  - 2023 – Candidatura Miglior nuova attrice cinematografica per Gyeong-a-ui ttal
- Bechdel Day
  - 2022 – Bechdeliana dell'anno per Gyeong-a-ui ttal[4]
- Busan Film Critics Award
  - 2022 – Miglior nuova attrice per Gyeong-a-ui ttal[5]
- Women in Film Korea Festival
  - 2022 – Miglior emergente per Gyeong-a-ui ttal[6]